# 吉沢実
吉澤 実（よしざわ みのる）はリコーダー奏者。静岡県静岡市（御前崎町生まれ）出身。

## 経歴
武蔵野音楽大学卒業後、1976年、オルフ・インスティテュートをドイツ学術交流会(DAAD)奨学生として修了。1977年、モーツァルテウム音楽大学リコーダー科をオーストリア政府奨学生として卒業(Solist Diprom)。リコーダーをフェリチタス・ケールドルファ、ワルター・ヴァーグマン、フルートを播博、佐伯隆夫、斉藤賀雄、ヘルムート・ツァンガレ、ルネ・ル・ロワ、古楽演奏法をニコラウス・アーノンクールに師事。指揮法を甲斐正雄に師事。オルフ・インスティテュート修了後、モーツァルテウム管弦楽団、オーストリア現代音楽アンサンブル、古楽アンサンブルのフルート奏者を務め、ザルツブルク現代音楽祭ASPEKT、オルフ、シュトックハウゼン、アーガー、カラヤン、ヌレエフの公演に参加する。
帰国後、NHK教育テレビジョンの番組「ふえはうたう」講師（1986年-1997年）、同「趣味悠々」講師（2001/2009年）などで知られ、ウィーン国立音楽大学、モーツァルテウム音楽大学客員講師、横浜国立大学講師、東京芸術大学講師を務める。国内外で多くのコンサート、映画、テレビ、コマーシャル等の録音の他、海外のNPOやJICAの活動に参加し東南アジアの子どもの自立支援に協力。NHK教育番組委員のほか、文部科学省や法務省の主催講座の講師を務める。2003年、静岡市芸術文化奨励賞受賞。2004年、静岡県芸術文化奨励賞受賞。2020年久留島武彦文化賞を受賞。リコーダーアンサンブルLa Stradaを主宰し現代作品の委嘱初演を行っている。横浜市磯子区民文化センター「杉田劇場」常任理事。

## 著作

### CD
- 「エバー・グリーンスリーブス」 共同通信社（オーディオ・ベーシック2010Winter Vol.53
- 「クリスマス・パストラル」日本ルーテル・アワー
- 「NHKふえはうたう」ソプラノリコーダー教室 音楽之友社 30CG-2736 Columbia
- 「小学生の音楽3」 （リコーダーの響きを感じとろう） 教育芸術社 NCS-1023Victor
- 「小学生の音楽鑑賞CD」小学生の音楽3 教育芸術社 COCE-30611→18 Columbia

### DVD
- 「世界の音楽5」小学校音楽鑑賞教材集⑤ NHKソフトウェア NSW-08357A
- 「小学生の音楽鑑賞・表現 3年」 VIBS-10023 Victor
- 「中学生の音楽鑑賞1年」 VIBS-10001 Victor
- 「中学生の音楽鑑賞《器楽編》」 VIBS-10083 Victor 2012
- 「ミレドさんちのこびとたち」VIOLINMEME.COM

### VTR
- 「小学生の音楽鑑賞・表現ビデオ」 VIVG-50123 Victor
- 「いい音見つけた！」1〜3巻 EC-9003
- 「楽器はともだちー2 リコーダーのなかま」（小学校合奏実践指導全集) UVSR 287 UNIVERSAL MUSIC K.K.
- 「リコーダーで遊ぼう」（楽しく基礎を身につけるテクニック）(実践器楽全集)東芝EMI
- 「リコーダーの基礎と技法」1〜3巻 ハンス・マリア・クナイス&吉沢実 Victor
- 「吉沢実のリコーダー教室」YAMAHA

### CD-ROM
- 音楽授業支援 ハイパー音楽室 「小学生の音楽3」教育芸術社 KGF-92033

### 著書
1. 吉澤実分担執筆：学研ハイベスト教科事典,リコーダーについて;P56-59，学習研究社，昭和55年 11月1日
2. 吉澤実：リコーダー・アンサンブルの基礎と技法，全音楽譜出版社，昭和60年 6月25日 ，(平成14年9月30日に改訂版を出版)
3. 吉澤実：新訂ＮＨＫ「ふえはうたう」（生徒用テキスト），音楽之友社，昭和63年 2月20日 吉澤実：新訂ＮＨＫ「ふえはうたう」（教師用指導書），音楽之友社，昭和63年3月31日
4. 吉澤実：いい音見つけた１．２．（生徒用テキスト） ，教育芸術社，昭和63年 吉澤実：いい音見つけた１．２．（教師用指導書） ，教育芸術社，昭和63年
5. 吉澤実：指導者と学生の為のリコーダー教本，ヤマハ株式会社，昭和63年3月20日
6. 吉澤実：アルトリコーダー・エチュード第１巻 ，全音楽譜出版社，昭和63年 3月25日
7. 吉澤実：リコーダータイム １，全音楽譜出版社，平成元年 3月25日 吉澤実：リコーダータイム 2，全音楽譜出版社，平成元年 7月25日
8. 吉澤実編：リコーダー・オーケストラ名曲集，全音楽譜出版社，平成元年7月25日
9. 吉澤実編著：ＮＨＫ教育テレビ「ふえはうたう」，日本放送出版協会，平成2年4月1日
10. 吉澤実編：リコーダー・オーケストラ名曲集，ぎょうせい，平成元年7月25日
11. 吉澤実,小原光一,他共著：「小学校教育技術全書」子供を開く音楽科の授業 ，平成元年 11月20日
12. 吉澤実,菊地雅春共著：リコーダー・オーケストラ名曲集，財）ヤマハ音楽振興会，平成2年 8月1日
13. 吉澤実,花井清共著：即興表現のQ＆Ａ，東洋館出版，平成3年 8月5日
14. 吉澤実編著：ＮＨＫ教育テレビ「ふえはうたう」，日本放送出版協会，平成4年 4月1日
15. 吉澤実：鳥のアルバム，東亜音楽社 （音楽之友社）,平成4年 6月10日
16. 吉澤実：踊りのアルバム，東亜音楽社 （音楽之友社）,平成4年 9月10日
17. 吉澤実：時計のアルバム，東亜音楽社 （音楽之友社）,平成4年 10月10日
18. 吉澤実：聖夜のアルバム，東亜音楽社 （音楽之友社）,平成4年10月10日
19. 吉澤実：クリスマスのアルバム，東亜音楽社 （音楽之友社）,平成4年 10月10日
20. 吉澤実,小原光一他共著：<Sonare>第４巻音楽科教育実践講座，ニチブンK.K,平成4年 11月
21. 吉澤実編著：ＮＨＫ教育テレビ「ふえはうたう」，日本放送出版協会，平成6年4月1日
22. 吉澤実,菊地雅春共著：たのしい器楽合奏ディズニー，財）ヤマハ音楽振興会，平成6年 7月30日
23. 吉澤実,浦田健次郎,他共著：「中学生の器楽」（教科書），教育芸術社，平成8年
24. 吉澤実共著：Recorder Drill Book Vol. 1，財）ヤマハ音楽振興会，平成10年11月20日
25. 吉澤実：戦いのアルバム，東亜音楽社（音楽之友社），平成1１年1月30日
26. 吉澤実,石川嘉延,中山雅史,岩崎恭子,他共著：「きみはどっち？」（道徳教育書），静岡県出版文化会，平成1１年 7月１日
27. 吉澤実共著：Recorder Drill Book Vol. 2，財）ヤマハ音楽振興会，平成1１年 5月１日
28. 吉澤実共著：Recorder Repertory，財）ヤマハ音楽振興会，平成1１年 5月1日
29. 吉澤実共著：Recorder Drill Book Instructor's Manual ，財）ヤマハ音楽振興会，平成1１年 5月20日
30. 吉澤実：ドリーミング・リコーダー，教育芸術社，平成12年10月
31. 吉澤実：NHK教育テレビ「趣味悠々」アンサンブルで楽しむリコーダー，日本放送協会 日本放送出版協会 ，平成1３年 8月1日
32. 吉澤実：「Aku Suka Recorder」，財）YAYASAN　MUSIK　INDONESIA，平成16年
33. 吉澤実：「直笛入門教本」 劉瑾瑩譯 ，功學社山葉樂器股有限公司，平成17年 ９月
34. 吉澤実共著：教科書「中学生の器楽」,教育芸術社，平成9年4月～現在
35. 吉澤実(部分執筆)：「初等科音楽教育法」小学校教員養成課程用;P70-72，音楽之友社 初等科音楽教育研究会編，平成21年 4月30日
36. 吉澤実(部分執筆)：「中等科音楽教育法」」中学校教員養成課程用;P60-61，音楽之友社 中等科音楽教育研究会編，平成21年 4月30日
37. 吉澤実：ＮＨＫ趣味悠々 ドレミからはじめよう！リコーダーで奏でる懐かしのオールディーズ ＮＨＫ出版，平成21年 9月25日
38. 吉澤実、市江雅芳　編著：基礎から学ぶ「みんなのリコーダー」，音楽之友社，平成21年 11月
39. 菊地雅春編曲, 吉澤実監修：リコーダー四重奏曲集，〈クラシック&童謡編〉,ドレミ楽譜出版社，平成21年 12月
40. 菊地雅春編曲,吉澤実監修：リコーダー四重奏曲集，〈ポピュラー&アニメ編〉,ドレミ楽譜出版社，平成21年 12月
41. 吉澤実監修,菊地雅春編曲：リコーダーカルテットディズニー名曲集，ヤマハミュージックメディア，平成22年 11月
42. 吉澤実監修・模範演奏：チャレンジ！アルトリコーダー ヘンデル　ソナタ　ト短調，リコーダーJP，平成22年 12月
43. 吉澤実監修：リコーダー教則本　リコーダー君の旅～旅立編～ ，株式会社鈴木楽器製作所，平成23年 3月
44. 吉澤実執筆編集共著：「小学生の音楽１～６」（教育芸術社），教育芸術社,平成２３年３月
45. 吉澤実 部分執筆：最新 初等科音楽教育法（吉澤実 部分執筆）,音楽之友社,平成23年2月
46. 吉澤実 部分執筆：最新中等科音楽教育法（吉澤実 部分執筆）,音楽之友社 ,平成23年2月
47. 吉澤実監修,菊地雅春編曲：フルート四重奏 ディズニー名曲集，ヤマハミュージックメディア，平成23年 4月
48. 吉澤実編：バロック ソロ・スタディ ～リコーダー、又はフルートのための～，ドレミ楽譜出版社，平成23年6月
49. 吉澤実編：バロック　コンチェルト・スタディ　～リコーダー、又はフルートのための～ ，ドレミ楽譜出版社，平成23年 6月
50. 吉澤実監修：リコーダーカルテットポピュラー&クラシック名曲集 ～君をのせて～ ，ヤマハミュージックメディア，平成24年 1月
51. 吉澤実監修：フルート四重奏 ポピュラー&クラシック名曲集 ～リベルタンゴ～ ，ヤマハミュージックメディア，平成24年 1月
52. 吉澤実 執筆編集共著：「中学生の器楽」，教育芸術社， 平成24年 4月
53. 吉澤実共編著：「中学生の音楽１－２・３上下」，教育芸術社，平成24年 4月
54. 吉澤実：絶対！うまくなる　リコーダーのコツ100 ，ヤマハミュージックメディア，平成24年 4月
55. 吉澤実・岩佐樹里共著：踊って楽しむバロック舞曲，VORN MUSIKATELIER，平成27年 4月
56. 吉澤実著：Basic of Alto Recorder，DOREMI出版社，平成28年 3月＊斎藤恒芳作曲Flower Seasons Studies収載→表紙
57. 吉澤実監修：菊池雅春編曲、[リコーダーカルテット　ディズニー名曲集 ～「アナと雪の女王」まで～]，ヤマハミュージックメディア，平成28年 9月10日
58. 吉澤実 部分執筆：初等科音楽教育法（吉澤実 部分執筆）,音楽之友社 ,平成29年2月

　 59.吉澤実 部分執筆：最新中等科音楽教育法（吉澤実 部分執筆）, 音楽之友社,平成29年2月
60.吉澤実監修：ヤマハデジタル教材 アルトリコーダー授業，Yamaha Music Entertainment Holdings，平成29年 10月23 日＊表紙
61.Disney Songs for Flute Quartet Vol.1 &Vol.2 Edited by Minoru Yoshizawa Published by Yamaha Music Entertainment Holdings, Inc. 2018
62.吉澤実 編・監修：ヤマハデジタル音楽教材 ソプラノリコーダー授業 リコーダーランド　”自分だけの音を見つけよう”,ヤマハ株式会社 ,平成31年2019年3月31日*リリース情報
63.吉澤実部分執筆：小学校教員養成課程用(改訂版)最新「初等科音楽教育法」,音楽之友社,2020年3月30日 初等科音楽教育研究会編
64.吉澤実部分執筆：中学校・高等学校教員養成課程用(改訂版)最新「中等科音楽教育法」,音楽之友社,2020年3月30日 初等科音楽教育研究会
65.吉澤実著：初心者に絶対!!ソプラノリコーダー初歩の初歩入門,DOREMI出版社，令和４年 1月30日
66.吉澤実　監修・執筆、演奏：小学館の図鑑NEO「音楽」,小学館，令和5年 11月22日
67.佐藤恩実 吉澤実 共著：「吹こう、歌おう、踊ろう！」《アルト・リコーダーで学ぶオルフの音楽教育》,VORN MUSIKATELIER 出版社，令和6年4月1日
68.吉澤実著：「アルトリコーダー教本」全音楽譜出版社，令和6年10月24日